# Llenguat
El llenguat és un formatge artesanal del Pallars. Juntament amb el tupí de la mateixa comarca, és uns dels pocs formatges d'origen autènticament català.
El llenguat es prepara amb mató fermentat en un recipient de terrissa. Normalment fet amb llet d'ovella, es pot fer també amb una barreja de llet de cabra amb llet de vaca. Després de ficar el mató al recipient es va remenant cada dos dies amb una barra, deixant que fermenti durant sis mesos. Originalment el llenguat era un formatge d'aprofitament de les restes d'altres formatges que havien fermentat accidentalment durant la cura, o que no havien sortit com s'esperava. Normalment s'elaborava a partir del serrat, el formatge més corrent i consumit al Pallars.
El llenguat és un formatge de color marró clar amb una consistència pastosa i de gust i olor molt fortes. Es menja en porcions petites amb pa de pagès, i s'acompanya amb vi negre.